# Emil Nielsen
Emil Nielsen (Aarhus, 10 de março de 1997) é um jogador de handebol dinamarquês.

## Carreira
Emil Nielsen começou a jogar handebol aos 10 anos e estreou no Aarhus Håndbold aos 17. Na temporada 2014-15, ele alcançou a melhor taxa de defesa em Herreligaen, com 38%. Aos 19 anos, o técnico dinamarquês Ulrik Wilbek já o havia rotulado como o "maior talento" em sua posição.
No final da temporada de 2016, quando tinha 20 anos, Nielsen foi diagnosticado com meningite, uma condição que quase encerrou sua carreira. Apesar de seus problemas de saúde, Nielsen atraiu o interesse do clube dinamarquês Skjern Håndbold, que o contratou, embora ele não pudesse participar no início da temporada.
Dois anos depois, ele fez sua estreia internacional pela seleção dinamarquesa. No entanto, ele não obteve sucesso imediato com a seleção dinamarquesa e foi deixado de fora em 2019 depois que o técnico nacional Nikolaj Jacobsen declarou que ele não atendia aos "padrões profissionais" exigidos. Ele foi considerado insuficientemente estável em sua função de goleiro e não diligente em seguir seu regime de treinamento, de acordo com o técnico de goleiros da seleção nacional Michael Bruun.
Em 2019, ele assinou um contrato de três anos com o clube francês LNH Division 1 HBC Nantes, que, de acordo com a TV 2 Denmark, pagou uma taxa de transferência de aproximadamente DKK 1 milhão. Nielsen teve uma passagem bem-sucedida em Nantes e, em 2022, assinou com o FC Barcelona Handbol. Lá, ele ganhou a tríplice coroa em sua primeira temporada.
Sua estreia na seleção dinamarquesa viria no Campeonato Europeu de 2024, onde teve a maior porcentagem geral de defesas do torneio e a terceira maior quantidade de defesas no geral. Nielsen acabou estrelando a final, sendo eleito o jogador da partida, embora não tenha conseguido garantir a vitória, já que a Dinamarca perdeu para a França na prorrogação.
Nos Jogos Olímpicos de Verão de 2024, em Paris, conquistou a medalha de ouro no torneio masculino do handebol, após vencer na final confronto contra a equipe alemã por 39–26.